# La settima porta
La settima porta è un romanzo fantasy scritto da Margaret Weis e Tracy Hickman pubblicato nel 1994. È il settimo ed ultimo capitolo del ciclo di Death Gate.

## Trama
Nel Labirinto, Marit e Hugh decidono di cercare Alfred, che si scopre essere prigioniero del Drago del Labirinto, molto simile ai dragoni-serpenti in quanto a crudeltà e ferocia. Con l'aiuto della Spada Maledetta, Marit e Hugh riescono ad uscire e portare con loro Alfred.
A Abarrach, Haplo sta morendo. Non cederà mai volontariamente la sua conoscenza della Camera dei Dannati, e Xar lo sa. Quello che Xar deve fare è accettare la morte di Haplo, e poi farlo resuscitare con la negromanzia. Entrambi lo sanno, lo accettano e fanno di tutto per rendere la cosa più semplice per tutti e due. Haplo muore in pace, Xar, Signore di Nexus, l'uomo più potente di tutto l'universo, piange su quella specie di figlio, che, nonostante tutto, ama ancora.
Ma quando la negromanzia viene fatta, non funziona. Xar capisce subito: il cane! Haplo non aveva mai avuto un cane fino ai suoi ultimi istanti nel Labirinto; ha combattuto bene e coraggiosamente, ma a pochi passi dall'Ultimo Cancello, le sue ferite lo sorpresero. A causa del lungo tempo trascorso a riposare a letto e a richiamare la morte, Haplo instillò tutti i suoi istinti di lealtà, amore e ottimismo dentro ad una forma eterna: il cane. Facendo così, soprattutto, gli diede la sua anima. Il cane è ancora vivo, e scappando dalle catacombe sotto la città capitale, costrinse i piani di Xar ad un brusco arresto.
Marit, Hugh e Alfred, tuttora vivi, sono all'inizio del Labirinto; devono raggiungere in qualche modo l'Ultimo Cancello, la strada per arrivare all'altra fine. Providence arriva nella forma di Zifnab e i dragoni di Pryan; i veri e buoni draghi, diamentralmente opposti ai dragoni-serpenti. Marit, Alfred e Hugh viaggiano verso Abarrach, dove sperano di salvare Haplo. Nel frattempo, Zifnab è inviato in un'importante missione: dice a Ramu, figlio di Samah e capo dei restanti Sartan a Chelestra, di raggiungere anch'essi Abarrach. Quando Xar sente queste notizie, ridisegna i suoi piani e invia le sue scarse guardie Patryn a Nexus, dove possono fare la differenza nella difesa dell'Ultimo Cancello, per poi iniziare a fare i suoi preparativi... 
A Abarrach, Alfred e Marit lasciano Hugh sulla sua barca (senza magia, l'aria è velenosa per lui) e trovano il cane, attraverso il quale Alfred può comunicare con Haplo, ma non riescono a partire: per qualche ragione, il cane non può passare attraverso il Cancello della Morte. Marit provvede alle ferite di un lebbroso, e i due indietreggiano fino all'accampamento di Balthazar per riposare e guarire. Balthazar è molto entusiasta di lasciare il suo mondo, ovviamente, ma sorge un problema quando Kleitus, il capo del lazzaretto, tenta di impadronirsi della barca di Marit. Alfred tenta di difenderlo, sebbene questo lo porti a compiere un vero e proprio lavoro. Nel bel mezzo del tentativo di furto, arriva Ramu, che prende perentoriamente il controllo della situazione. Decide di portare tutti, inclusi Marit, Balthazar e il suo popolo, nel Labirinto, per distruggere la minaccia dei Patryn una volta per tutte. Questo è esattamente ciò che Haplo voleva da lui: con tutti i Sartan e tutti i Patryn nel Labirinto, senza contare i dragoni buoni di Pryan e i dragoni- serpenti di Chelestra, questo è il momento perfetto per sigillare il Cancello della Morte, lasciando una persona di fiducia al suo controllo. Sebbene sia i Patryn sia i Sartan si ritengano dei fra gli uomini, è chiaro che hanno causato un sacco di guai. Haplo propone di terminare tutto in un ultimo scontro. Chiede a Alfred di aiutarlo ed Alfred accetta onorato. 
Li accompagnano Jonathan il lebbroso e Hugh the Hand, i due scendono nella Camera dei Dannati, ovvero la Settima Porta. Alfred apre il Cancello della Morte, entra in un corridoio e si prepara a chiudere le porte alle due estremità. Hugh the Hand s'interessa molto a questo, e, dietro le insistenze di Haplo, si trasforma nelle sue sembianze normali: Xar, Signore di tutta Nexus, venuto per terminare ciò che aveva iniziato: riunire i Quattro Mondi nell'uno originale e governare su quest'ultimo. "Non usate la violenza" grida il lebbroso Jonathan ma nessuno lo ascolta.
Alfred, alla fine del lungo corridoio, apre la porta per Nexus, dove vede Ramu avvicinato dai dragoni-serpenti, che promettono un'alleanza nella distruzione dei Patryn. Marit e Balthazar vengono a conoscenza del patto e il Sartan aiuta la Patryn a scappare per avvertire il suo popolo. Ramu è totalmente assorbito dalla situazione. Lui e le sue truppe si preparano alla guerra.
A questo punto, Xar scaglia un incantesimo su Alfred che quasi lo uccide, e lascia aperto il Cancello della Morte; da cui passa Sang-drax, che vuole aiutare Xar a ricreare Sundering, e uccidere segretamente Haplo. Ma quando Xar è assalito dai dubbi, e vede i dragoni-serpenti per quello che sono, distrugge l'incantesimo per la creazione di Sundering e muore.
Sang-drax spinge Haplo a finire ciò che Xar aveva iniziato, ma Haplo scuote la testa e comincia a chiudere tutte le porte; prima di chiudere la Settima Porta saluta per l'ultima volta i suoi fidati amici. Quando ha finito, Sang-drax ha abbandonato la sua forma elfica e torreggia su di lui minaccioso... Alfred si precipita in suo soccorso, sebbene gravemente ferito ma cosciente. "Non usate la violenza! Vuole che ci combattiamo!" Haplo getta via la sua spada e Sang-drax si prepara ad ucciderlo... Senza accorgersi di essersi autodistrutto contro il soffitto della Settima Porta e di aver provocato il crollo dell'intera struttura su di loro stessi. Haplo e Alfred possono salvarsi solo attraversando il Cancello della Morte, che sta lentamente collassando. Haplo e Alfred combinano le forze costringendo la loro magia ad unirsi; le rune di Patryn e di Sartan, diametralmente opposte... Questo li adatta l'uno all'altro ovviamente, e Haplo ha delle ferite come non sono mai state viste. I loro incantesimi funzionano e, con un suono sordo, il Cancello della Morte è chiuso per l'ultima volta.
Nel Labirinto, i dragoni-serpenti sono ancora una minaccia, ma c'è una sensazione di pace. Haplo si è riunito a Marit con l'intenzione di non lasciarla mai più. Alfred è vivo e in pace con se stesso poiché ha finalmente capito cosa vuole davvero. Anche Zifnab è vivo, sebbene con un forte senso di colpa per aver causato tanti problemi per il suo fedele drago. Hugh the Hand, invece, è morto; il suo corpo è stato trovato circondato dai cadaveri dei mostri del Labirinto. Lord Xar riposa solennemente in pace, il più grande dei Patryn, rovinato da se stesso e da tutti loro. La guerra fra Patryn e Sartan è stata bloccata: Ramu è stato rimosso dal comando e rimpiazzato da Balthazar, che ha subito stabilito un'alleanza con Vasu.
La guerra è finita per adesso, e forse può esserci la pace.

## Edizioni
- Margaret Weis e Tracy Hickman, La settima porta, traduzione di M. Maggiora, collana Oscar Bestsellers, Arnoldo Mondadori Editore, 2001,  p. 286, ISBN 88-04-47731-8.